# Île du Gros Mécatina
Île du Gros Mécatina är en ö i Kanada.   Den ligger i provinsen Québec, i den östra delen av landet, 1 400 km öster om huvudstaden Ottawa. Arean är 8,3 kvadratkilometer.
Terrängen på Île du Gros Mécatina är platt. Öns högsta punkt är 125 meter över havet. Den sträcker sig 5,9 kilometer i nord-sydlig riktning, och 3,9 kilometer i öst-västlig riktning.